# 광성중학교 (인천)
광성중학교(光星中學校)는 대한민국 인천광역시 중구 도원동에 위치한 사립 중학교이다.

## 학교 연혁
- 1955년 2월 19일 : 인천 소년 수양원 설립, 설립자 류충렬 (계 186명)
- 1955년 12월 6일 : 인천직업 소년학교 개교
- 1957년 12월 20일 : 인천고등공민학교 교명 변경
- 1965년 12월 6일 : 광성고등공민학교로 교명 변경
- 1966년 11월 19일 : 학교법인 광성학원 인가, 이사장 천명숙 취임
- 1966년 11월 19일 : 주3, 야1학급 (12학급)
- 1967년 3월 1일 : 광성중학교 개교, 초대 교장 류충렬 취임
- 1969년 1월 18일 : 광성고등공민학교 폐교 (12회 졸업 계 814명)
- 2004년 1월 20일 : 학교법인 충렬학원 변경
- 2015년 3월 2일 : 학급감축 1학급 (19학급)
- 2022년 9월 1일 : 제12대 교장 김승근 취임
- 2024년 1월 24일 : 제55회 졸업 115명, 총인원 21,775명

## 참고 자료
- 광성중학교 - 한국교육학술정보원 학교알리미